# Altes Chemisches Institut (Bonn)

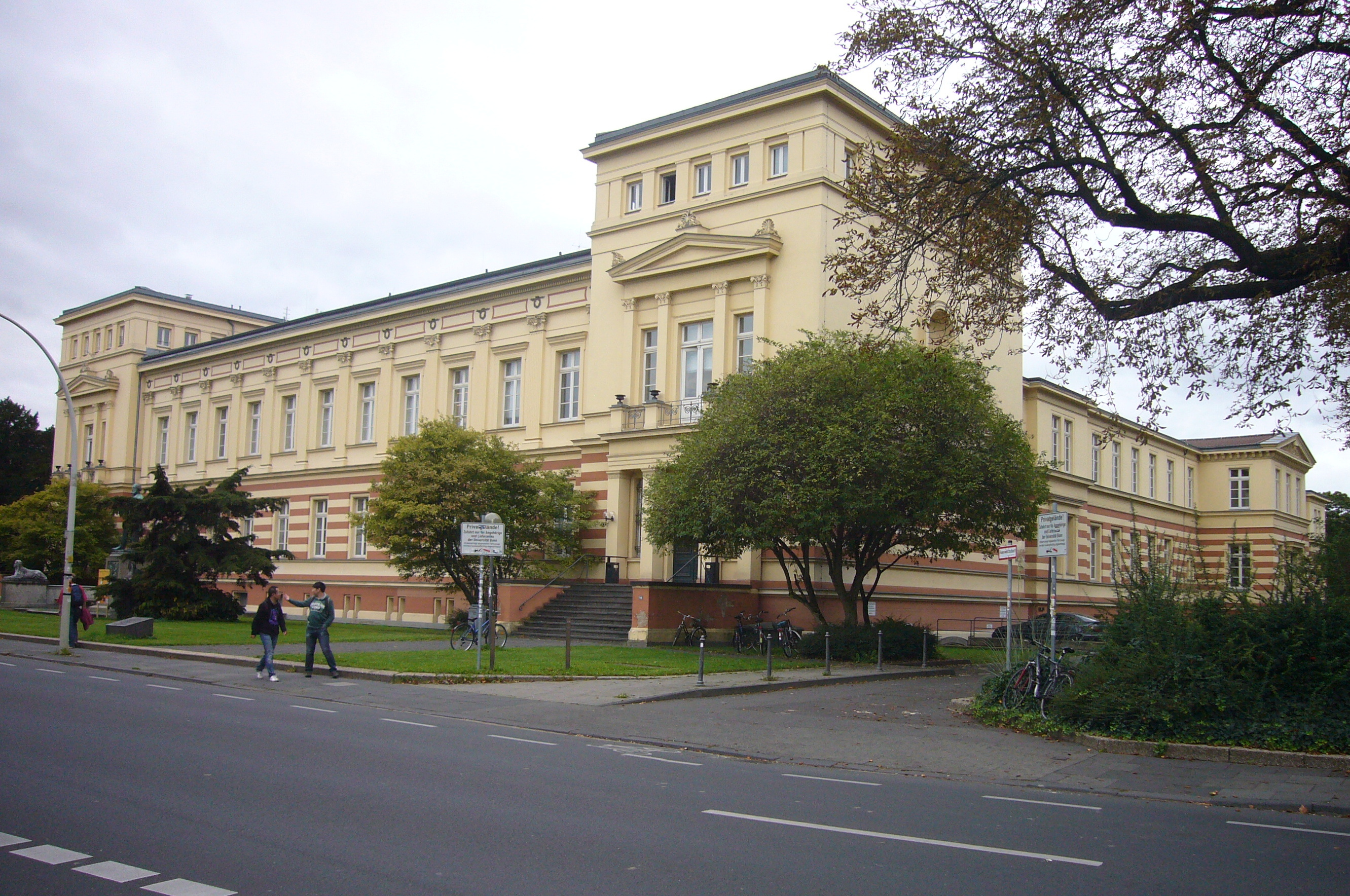
Altes Chemisches Institut (2011)

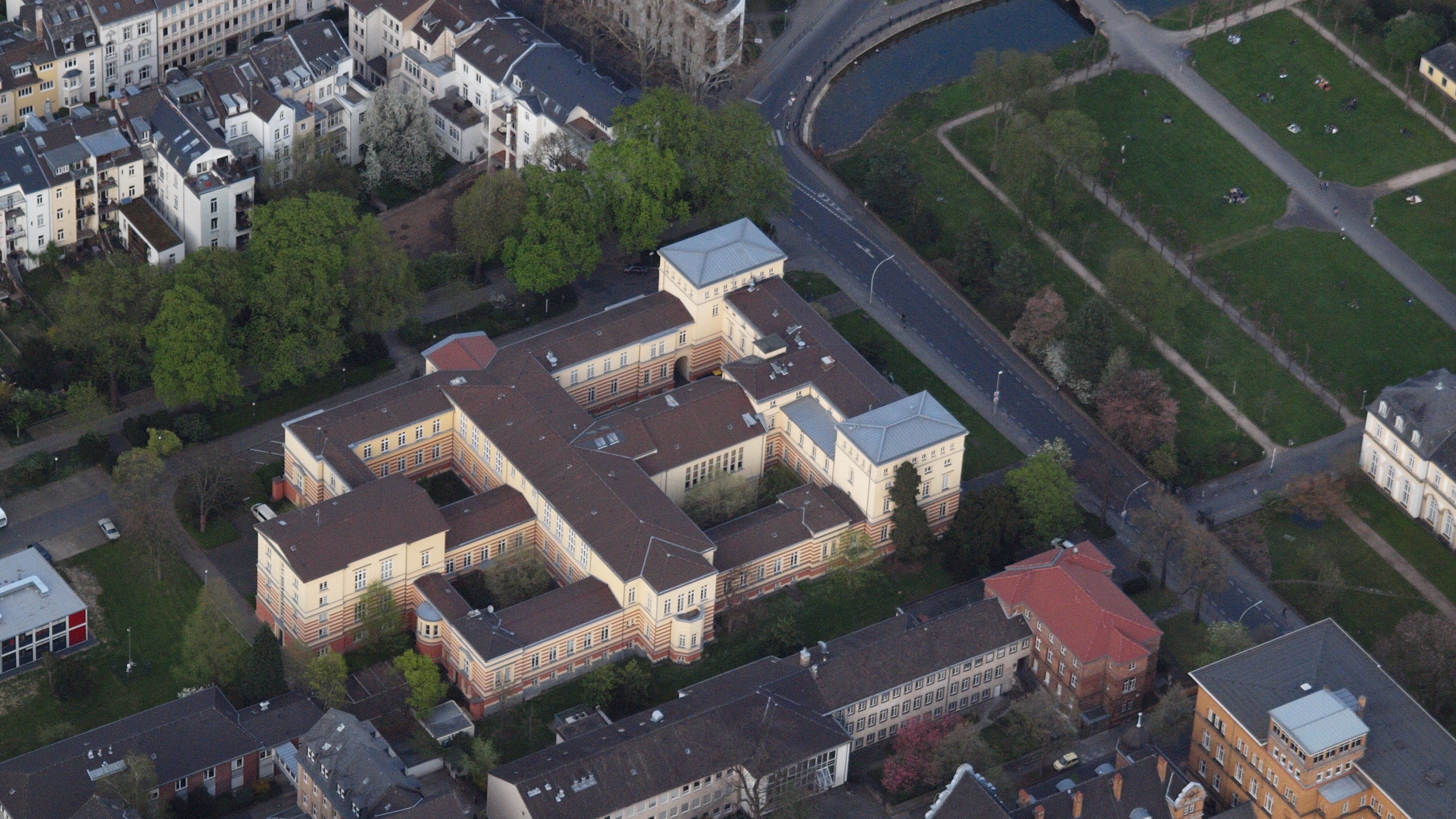
Altes Chemisches Institut, Luftaufnahme (2014)

Das Alte Chemische Institut im Bonner Ortsteil Poppelsdorf wurde von 1864 bis 1867 als seinerzeit größtes Institutsgebäude der Welt errichtet. Es befindet sich an der Meckenheimer Allee 166–168 in unmittelbarer Nähe zum Poppelsdorfer Schloss. Das Gebäude beherbergt heute das Institut für Mikrobiologie und Biotechnologie sowie das Geographische Institut der Rheinischen Friedrich-Wilhelms-Universität.

## Geschichte
Das erste Chemische Institut der 1818 gegründeten Universität befand sich seit 1822 im Poppelsdorfer Schloss. Als Professor August Wilhelm Hofmann 1864 die Berufung von London nach Bonn erhielt, gab das den Anstoß, die beengten räumlichen Verhältnisse zu beenden und einen Neubau zu planen. Nach den Vorschlägen von Hofmann entwarf Universitätsbaumeister August Dieckhoff den Institutsbau, der 1864–1867 ausgeführt wurde. Die Baukosten für das damals größte Institutsgebäude der Welt beliefen sich auf über 400.000 Mark.
Das Gebäude wurde bis 1972 genutzt und steht seit 1983 als Baudenkmal unter Denkmalschutz.

## Beschreibung
Das rechteckige Gebäude hat vier Flügel und in der Mitte einen Längstrakt. Durch einen zusätzlichen Quertrakt entstehen vier Innenhöfe. Der straßenzugewandte Haupttrakt ist zweigeschossig und wird von zwei zweieinhalbgeschossigen Eckpylonen abgeschlossen. Die seitlichen und rückwärtigen Flügel waren ursprünglich eingeschossig. Der anderthalbgeschossige große Hörsaal war im breiten Längstrakt in der Mitte untergebracht.
Der Haupteingang befand sich im östlichen Seitenflügel. Symmetrisch dazu im Westflügel befand sich das Zimmer des Institutsdirektors.
Der Baustil zeigt zahlreiche antikisierende Elemente und tempelartige Motive, die die Bedeutung und Würde des öffentlichen Gebäudes und die Wertschätzung für die aufblühende Wissenschaft ausdrücken sollten.

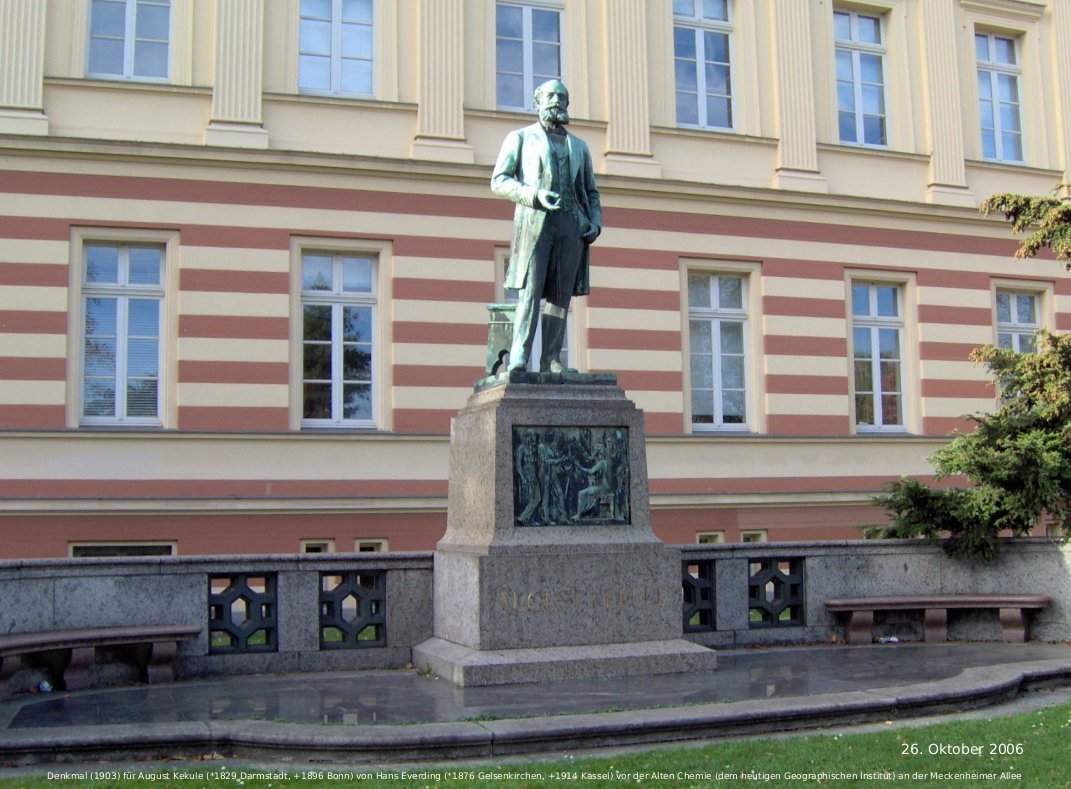
Kekulé-von-Stradonitz-Denkmal vor dem Alten Chemischen Institut

Vor dem Gebäude steht die 1903 vom Bildhauer Hans Everding geschaffene Statue des Chemikers Friedrich August Kekulé von Stradonitz, der 1867 bis 1896 am Chemischen Institut tätig war. Am 9. Mai 2014 wurde dort auch eine Gedenktafel zu Ehren Kekulés im Rahmen des Programms Historische Stätten der Chemie enthüllt.